# Notarius bonillai
Notarius bonillai és una espècie de peix de la família dels àrids i de l'ordre dels siluriformes.

## Morfologia
Els mascles poden assolir els 80 cm de llargària total.

## Distribució geogràfica
Es troba als rius de la Mar Carib.